# 大風 (神)
大風是中國古代傳說中的怪神，是一種凶惡的鷙鳥。司風，是一位會引起狂風的災害神。其說始見於漢。因其大，振翼則起風，故又有說其為大鳳；另亦有人認為其真面目為凱同雨師協助蚩尤叛亂之風伯。尧時為害於民，被羿射殺於青丘之澤。